# 大通車站 (北海道)
大通車站（日语：／ Ōdōri eki */?）是位於日本北海道札幌市中央區大通2丁目～4丁目之間、隸屬於札幌市交通局的市營地下鐵車站，也是唯一三線共構車站，而在出了車站不遠處的地面上，還可以轉乘至札幌市電的起點站西4丁目電車站（西4丁目停留場）。

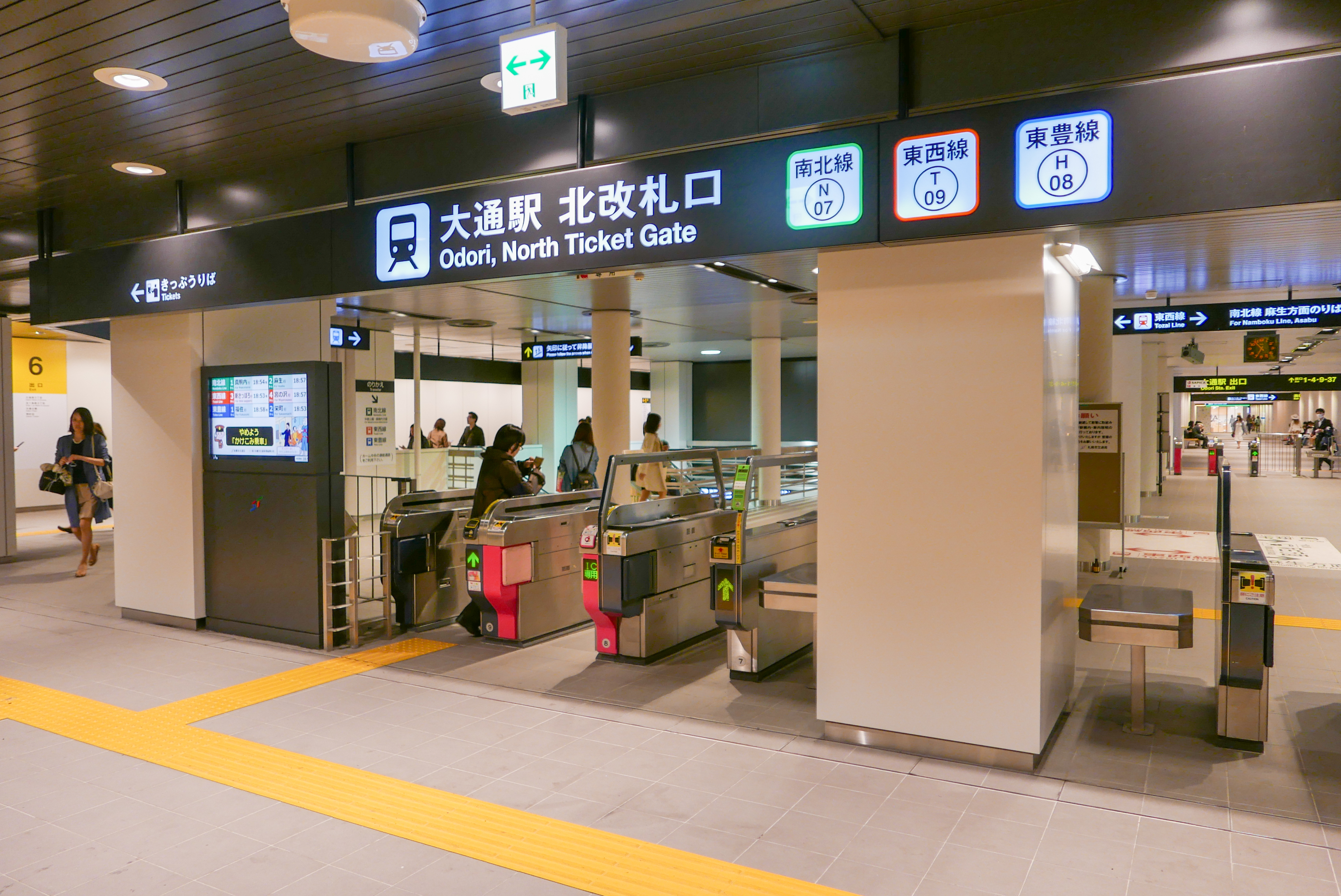
北驗票口(2015年4月)

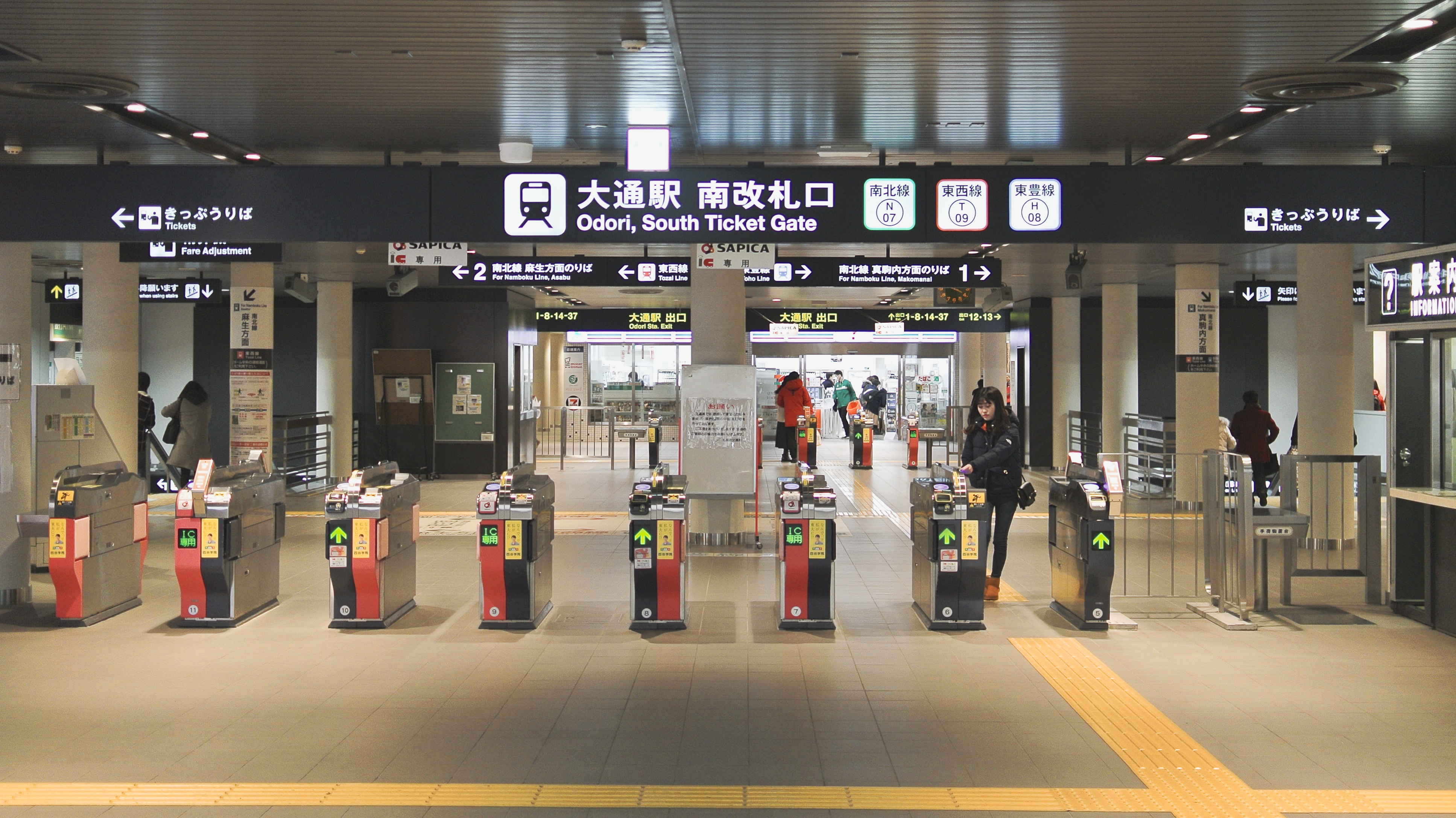
南驗票口(2018年12月)

## 車站構造

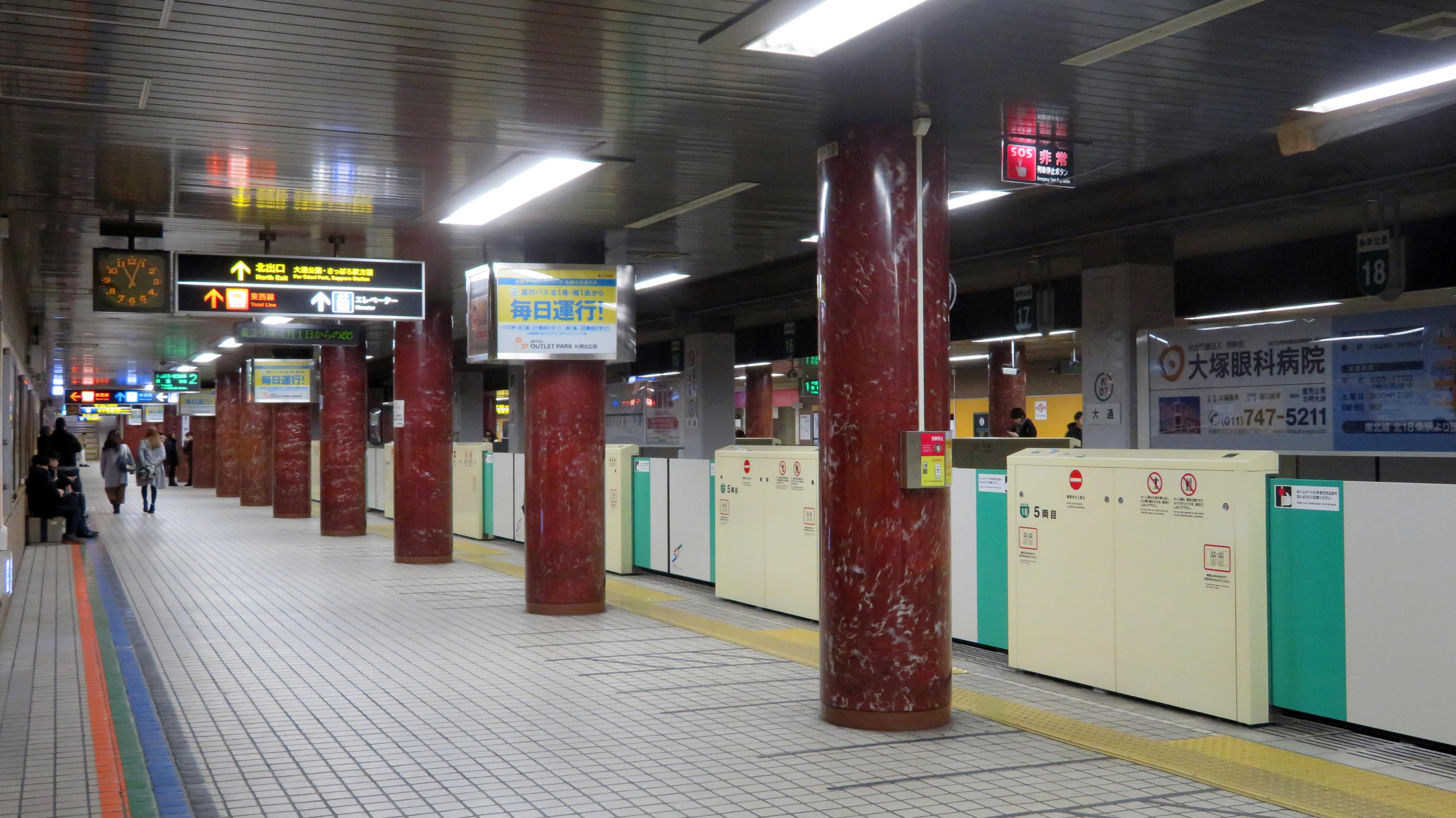
南北線月台(2016年12月)

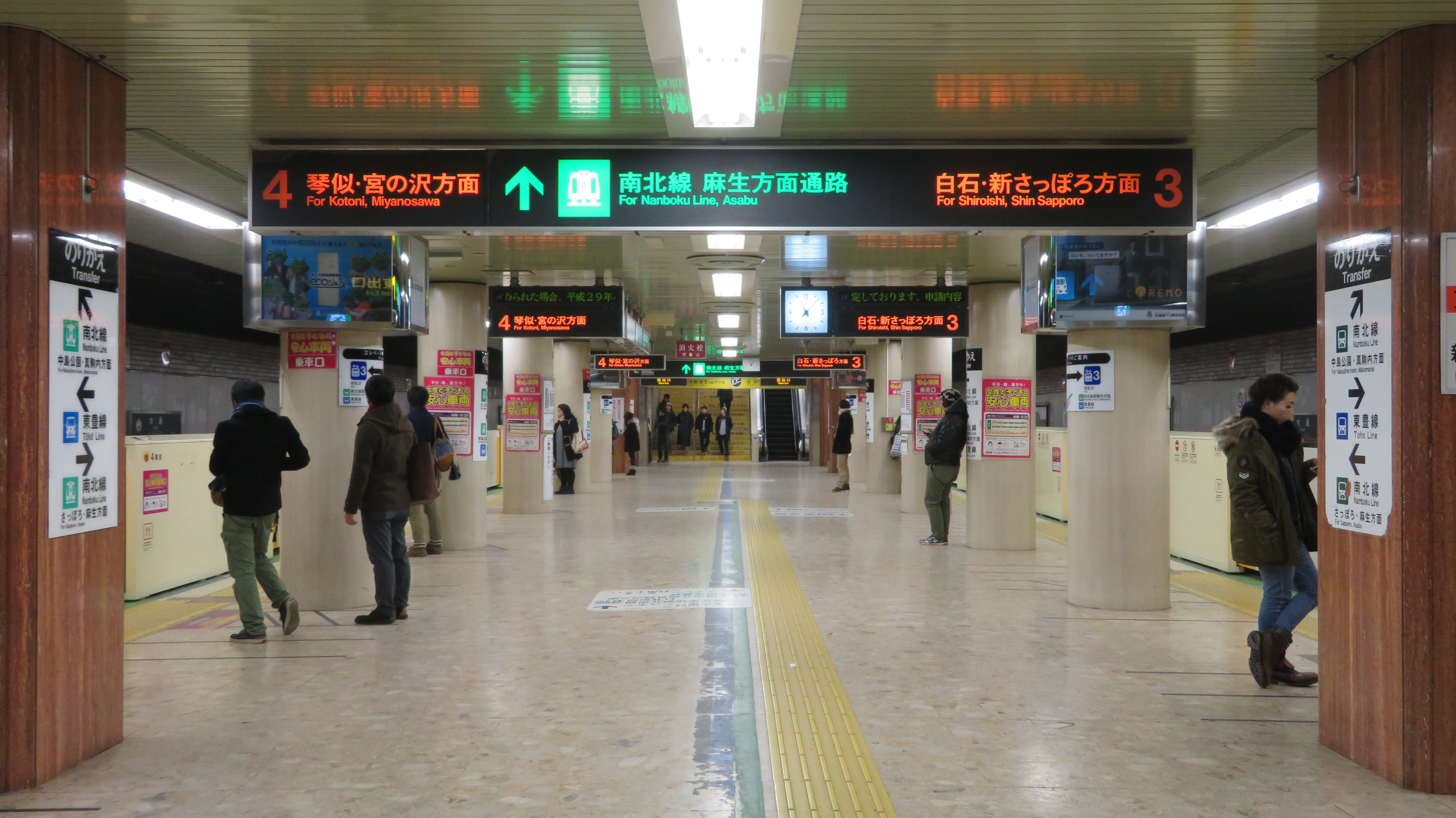
東西線月台(2016年12月)

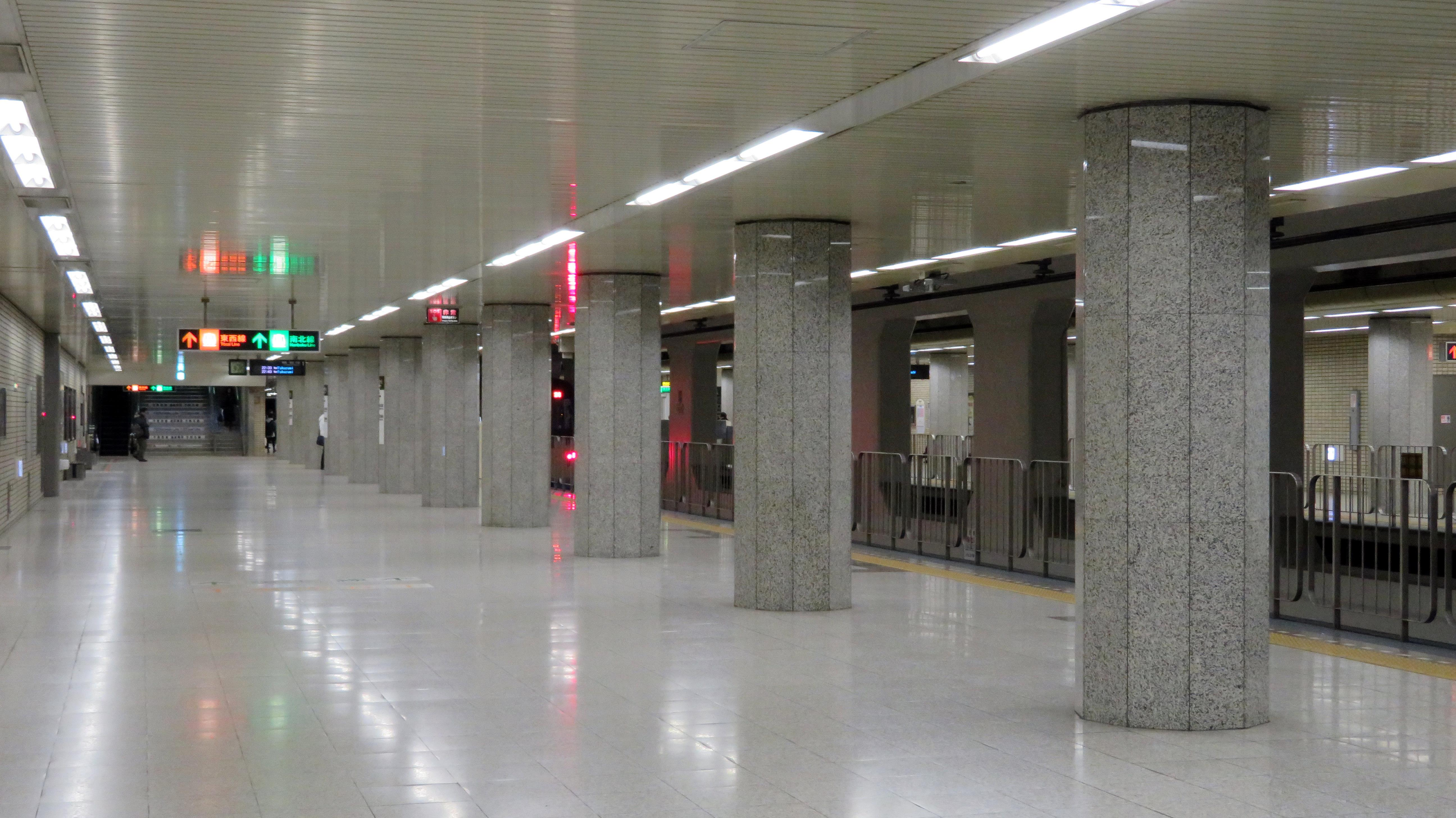
東豐線月台(2016年12月)

大通車站位於大通四丁目、大通公園南緣的地底，車站檢票口位於地下一樓（實際上相當於一般大樓建物的地下二樓），側式設計的南北線月台位於地下三樓，島式設計的東西線月台位於地下二樓，側式設計的東豐線月台則位於最深處的地下四樓。其中南北線與東豐線雖為平行路線但沒有實際交會，東西線則是橫貫整座車站並串連起另外兩條南北向的路線。

### 月台配置
| 月台 | 路線   | 目的地                     |
| ---- | ------ | -------------------------- |
| 1    | 南北線 | 中島公園、平岸、真駒內方向 |
| 2    | 南北線 | 札幌、北24條、麻生方向     |
| 3    | 東西線 | 白石、新札幌方向           |
| 4    | 東西線 | 琴似、宮之澤方向           |
| 1    | 東豐線 | 美園、福住方向             |
| 2    | 東豐線 | 札幌、榮町方向             |

### 配置圖
|                                                    | ↑ 左：南北線 右：東豐線↑ 札幌、麻生方向 札幌、榮町方向       |                                                |
| ← 東西線 西11丁目、 宮之澤、 西車輛基地 方向       | 札幌市營地下鐵 大通車站 構內配線略圖                         | → 東西線 巴士中心前、 新札幌、 東車輛基地 方向 |
|                                                    | ↓ 左：南北線 右：東豐線↓ 薄野、真駒內方向 豐水薄野、福住方向 |                                                |
| 图例 参考文献： 紅色虛線的部分為南北線側的上跨部分 |                                                              |                                                |

## 历史
- 1971年12月14日 - 伴隨市營地下鐵南北線的通車，大通車站啟用。
- 1976年3月 - 東西線通車。
- 1988年12月 - 東豐線通車。

## 相鄰車站
札幌市營地下鐵
 南北線
札幌（N06）－大通（N07）－薄野（N08）
 東西線
西11丁目（T08）－大通（T09）－巴士中心前（T10）
 東豐線
札幌（H07）－大通（H08）－豐水薄野（H09）

## 外部連結
- （日語）大通車站站內配置圖（札幌市交通局）
- （日語）札幌地下街情報 （页面存档备份，存于）

43°3′38″N 141°21′17″E / 43.06056°N 141.35472°E